# Zoran Lemajić
Zoran Lemajić (in serbo Зоран Лeмajић?; Nikšić, 8 novembre 1960) è un allenatore di calcio ed ex calciatore montenegrino, di ruolo portiere.

## Carriera

### Allenatore
Nell'aprile 2019, colmando il vuoto lasciato con la rescissione del contratto da parte di Slavoljub Bubanja, prese le redini del Arsenal Tivat. Lasciò l'incarico nell'ottobre dello stesso anno.

## Palmarès

### Giocatore
- Supercoppa di Portogallo: 1

Boavista: 1992
- Coppa del Portogallo: 1

Sporting Lisbona: 1994-1995